# Friedrich Valentiner
Friedrich Valentiner (* 25. August 1756 in Boren; † 29. Juli 1813 in Kiel) war ein deutscher Mathematiker und Astronom.

## Leben
Friedrich Valentiner war der Sohn des lutherischen Predigers und späteren Propstes der Grafschaft Rantzau Christian August Valentiner (1724–1816). Er studierte Mathematik an der Universität Kiel und wurde dort 1783 zum Dr. phil. promoviert. 1784  folgte die Habilitation in Kiel. Er wurde Privatdozent der Universität und Adjunct der philosophischen Fakultät. 1787 wurde Valentiner zum außerordentlichen Professor der Mathematik und der Astronomie in Kiel ernannt und 1797 zum ordentlichen Professor.
Im Nebenamt war er königlicher Branddirektor für die Ämter Kiel, Bordesholm und Kronshagen. Seine Schrift Ueber die zweckmäßigsten Brandanstalten in großen Städten, erschienen in Hamburg 1797, wurde von der Königlichen Gesellschaft der Wissenschaften in Kopenhagen mit dem ersten Preis gekrönt.
Valentiner war dreimal verheiratet. Seine erste Frau Catharina Dorothea (1768–1789) war eine Tochter des Baumeisters Johann Adam Richter. Unter seinen insgesamt elf Kindern war der lutherische Geistliche Friedrich Wilhelm Valentiner.

## Schriften
- Commentatio in muniendi formam a Montalembert excogitatam. Pars prior, Dissertation, 1783
- Beschreibung der Sternbilder (1785)
- Berechnung über den Werth der Zinsen des Vermögens (1787)
- Ueber die Möbel-Gilden in den Herzogthümern Schleswig und Holstein (1791)
- Ueber das Studium der mathematischen Wissenschaften (1797)